# 冲中重雄
冲中 重雄（おきなか しげお、1902年〈明治35年〉10月8日 - 1992年〈平成4年〉4月20日）は、日本の内科学者。東京大学名誉教授、元日本学士院会員。日本学士院恩賜賞受賞。文化勲章受章。勲等は勲一等瑞宝章。位階は従三位。石川県金沢市生まれ。

## 略歴・人物
石川県金沢市で、大日本帝国陸軍軍人の太田米丸（田中義一の同期でのちに陸軍大佐）の家に生まれる。兄に大日本帝国陸軍中将の太田米雄がいる。伊予松山藩藩士で国学者の太田満穂は曽祖父。
1909年、岡山県師範学校附属小学校（現・岡山大学教育学部附属小学校）入学。その後、東京府北豊島郡王子尋常高等小学校（現北区立王子小学校）に転校。
1921年に父が亡くなったため、父のいとこで医師の冲中磐根と養子縁組をする。同年、神奈川県立第二横浜中学校（現・神奈川県立横浜翠嵐高等学校）卒業。旧制第一高等学校理科乙類を経て、東京帝国大学医学部卒業。卒業後は内科学第二講座医局に入り副手に就任。呉建教授に師事。講師を経て、1943年から第二内科助教授。1945年8月15日に志願し、大日本帝国海軍軍医少尉に任官。海軍衛生学校で雑巾がけをしていたところで終戦を迎えた。
1946年、坂口康蔵の後任として、44歳で東京帝国大学医学部（後の東京大学医学部）医学科内科学第三講座教授に就任した。第二内科出身者が、第三内科の教授に就任することは異例であった。自律神経系の研究で知られ、内科学の専門分科を主張して神経内科を確立した。また、日本神経学会の設立に尽力した。1961年に日本学士院恩賜賞受賞。1962年には日本で初めて老年病学講座を開設し、同講座教授を兼務した。
1963年の東京大学退官時の最終講義にて、自身の教授在任中の誤診率14.2％の発表は有名である。患者はその誤診率の高いのに驚いたが、一般の医師はその低いのに感嘆した。東京大学名誉教授の称号を受けた。
後任の老年病学講座教授は吉川政己。
虎の門病院設立に参画し、1958年の設立時から顧問を務めていたが、退官後は、虎の門病院院長を10年間務めたその後、冲中記念成人病研究所理事長に就任した。また1963年から68年まで宮内庁内廷医事参与を務めた。1965年日本学士院会員、1970年文化勲章受章、文化功労者。1975年勲一等瑞宝章受章。1992年従三位叙位。
前川孫二郎の紹介で、高血圧に苦しんだ谷崎潤一郎の主治医となったこともある。また、日本内科学会総会出席のため福岡行きの便に乗った際、よど号ハイジャック事件に巻き込まれて人質になったこともある（冲中は福岡の福岡空港で解放された）。

## 著書
- 『自律神経系』、呉建共著、訂4版、日本医書出版、1944
- 『自律神経機能の検査法』、学術書院、1947
- 『内科学 造血器系循環器系疾患』、学術書院、1948
- 『自律神経系と臨牀』、吐鳳堂、1948
- 『自律神経系研究と其の臨床的応用の一面』、医学書院、1950
- 『内科診断学』、高橋忠雄・大島研三共著、3版、医学書院、1954
- 『冲中教授臨床講義集』、第1－5巻、診断と治療社、1955-63
- 『内科臨床と剖検 冲中内科17年のあゆみ』、南江堂、1963
- 『臨床酵素学』、赤堀四郎共著、朝倉書店、1964
- 『医師と患者』、東京大学出版会、1965
- 『視床下部』、小林隆・時実利彦共著、文光堂、1966
- 『医師の心』、東京大学出版会UP選書、1978
- 『冲中重雄-医の道』、冲中重雄先生を偲ぶ会、1992

## 博士論文
「脳脊髓性 -錐體路外導路性-筋緊張の末梢径路に関する研究」昭和7年3月29日学位授与